# Calvenzano
Calvenzano ([kalvenˈʦaːno]; Carvensà [kaɾvɛnˈsa] o Colvensà [kolvɛnˈsa] in dialetto bergamasco) è un comune italiano di 4 501 abitanti della provincia di Bergamo in Lombardia.
Situato nella pianura sud-occidentale, nel territorio denominato Gera d'Adda, dista circa 24 chilometri a sud dal capoluogo orobico.

## Storia
I primi insediamenti sul territorio di Calvenzano sono riconducibili all'epoca romana, come indicano recenti studi basati sui ritrovamenti inerenti quell'epoca, riguardanti sepolture con iscrizioni funerarie. Anche il significato etimologico ha avuto origine in quel periodo: deriva infatti dal nome gentilizio Calventius, ovvero appartenente alla gens Calventia. In epoca romana, da Calvenzano, passava la via Mediolanum-Brixia, strada romana che metteva in comunicazione Mediolanum (Milano) con Brixia (Brescia) passando da Cassianum (Cassano d'Adda).
I secoli seguenti non hanno lasciato segni tangibili delle varie dominazioni, anche se si suppone che la zona sia stata soggetta alla dominazione longobarda, visti i numerosi reperti rinvenuti nei vicini paesi.
Il primo documento scritto che attesta l'esistenza del borgo risale invece al 984, epoca in cui Calvenzano era posto sotto l'autorità del vescovo di Bergamo, a cui subentrò quello di Cremona.
Nel 1186 Federico Barbarossa, alleatosi con Milano, assegnò quasi tutta la Gera d'Adda, Calvenzano compreso, alla communitas mediolanensis. 
Il paese si ribellò contro le autorità milanesi, sfruttando l'occupazione della Geradadda del 1237 da parte di Federico II, nipote del Barbarossa, in guerra contro Milano. Quando Federico II fu sconfitto a Gorgonzola nel 1247, i milanesi tornarono e la zona fu sottoposta (1251) ad una spedizione punitiva.
Con questi eventi aveva avuto inizio una lunga stagione di guerre ed occupazioni fra Milanesi e Veneziani che avrebbero interessato l'intera regione sino al Risorgimento.
Inoltre anche Calvenzano fu interessato dalle lotte fratricide tra guelfi e ghibellini, come testimoniato dall'esistenza di un castello (risalente all'XI secolo), di cui ora resta soltanto una torre.
La signoria del paese passò alla famiglia dei Visconti, che tuttavia non godevano di particolare autorità nella Geradadda: il Papa mosse contro di loro una crociata, e la zona subì un'occupazione da parte dell'esercito papale (1320). Qualche anno più tardi la famiglia, guidata da Azzone Visconti, si riprese i territori sconfiggendo l'esercito papale in una battaglia presso Vaprio d'Adda.
Seguirono numerose battaglie tra i milanesi e la Repubblica di Venezia, con parecchi ribaltamenti di fronte che videro i primi avere la meglio.
La supremazia del Ducato di Milano durò fino al 1525 quando subentrarono gli austriaci.
Nel 1796 la Gera d'Adda, e con essa Calvenzano, fu occupata dalle truppe di Napoleone Bonaparte, che proclamò la Repubblica Cisalpina; il paese fu assegnato inizialmente al dipartimento dell'Adda, e quindi a quello del Serio, entrando definitivamente nell'orbita bergamasca.
Dopo la caduta di Napoleone, ad ogni modo, l'Austria rioccupò la Lombardia, instaurando il Regno Lombardo-Veneto che durò fino al 1859, anno in cui avvenne l'annessione al Regno d'Italia. Da allora non si sono verificati eventi degni di nota, se non una lenta trasformazione di Calvenzano che, da paese rurale, si è trasformato in borgo industrializzato.

### Simboli
Lo stemma e il gonfalone sono stati concessi con decreto del presidente della Repubblica del 6 aprile 1987.
La lira simboleggia la banda musicale di Calvenzano, una delle più antiche della provincia bergamasca. La fede araldica, raffigurata da due mani che si stringono, rappresenta una delle particolarità di Calvenzano: essere il paese delle cooperative; qui presero avvio la Cooperativa Agricola nel 1887, la Cassa Rurale nel 1902, la Latteria Sociale nel 1922 e una ventina di altre cooperative minori.
Il gonfalone è un drappo troncato di azzurro e di rosso.

## Monumenti e luoghi d'interesse
Uno dei luoghi maggiormente ricchi di storia a Calvenzano è il castello. Costruito nel corso dell'XI secolo, ha mantenuto poche delle caratteristiche che lo contraddistinguevano e di esso non resta molto, essendo ora inglobato in un opificio. Resta comunque la torre, in buono stato di conservazione.
Numerosi sono gli edifici sacri presenti nel paese: il più importante è indubbiamente la chiesa parrocchiale, dedicata ai Santi Pietro e Paolo Apostoli, che risale al XVIII secolo e presenta ampliamenti del XX secolo. All'interno è possibile ammirare un buon numero di opere, tra le quali spiccano la balaustra (purtroppo ridotta e manomessa da interventi di rifacimento del presbiterio a metà degli anni '90 del XX secolo) e l'altare maggiore sormontato da un tempietto in marmi policromi di scuola fantoniana e dipinti di Bernardino Galliari e Paolo Gallinoni. Gli affreschi raffiguranti episodi della vita dei santi Pietro e Paolo sono stati realizzati nel 1931 dal pittore cremonese Giuseppe Moroni. I quattro evangelisti nelle vele della cupola e gli angeli con cartiglio nel soffitto della navata sono opera dei fratelli Margoni di Asola eseguiti nel 1935 a seguito dell'ampliamento della chiesa. Nella parrocchiale è altresì presente un organo dei fratelli Serassi del 1861 in ottimo stato di conservazione.
Le altre chiesette sono quelle dell'oratorio della Beata Vergine Assunta degna di nota e di indubbio valore artistico, nella quale sono ancora presenti in ottimo stato di conservazione sia il campanile del XIV secolo che numerosi pregevole ciclo di affreschi del XVII secolo eseguiti da Tomaso Pombioli e raffiguranti: sulle pareti le diverse scene della vita della Vergine con rispettive didascalie in italiano seicentesco, nelle vele del presbiterio i quattro evangelisti, sull'abside la Trinità, nelle vele della navata gli angeli musicanti, sul transetto le sibille, a fianco delle finestre i profeti, mentre sulla parete ove è posta la porta d'ingresso è raffigurata la strage degli Innocenti con cruento realismo; e l'Oratorio dei morti, piccola chiesetta campestre costruita dopo la peste del XVII secolo.
Altro edificio caratteristico è la Cascina dei Frati, un tempo adibita a monastero dell'ordine degli Umiliati.
Il paese presenta inoltre una grande quantità di cascine in aperta campagna: la Cascina Spino (in prossimità dell'omonimo laghetto), la Cascina dei Frati, la Cascina Torri, la Cascina Avogadri, la Cascina Breda, la Cascina Vesture e la Cascina San Giorgio. Queste stanno a ricordare l'anima rurale del borgo, nelle quali sono ancora presenti segni della vita di un tempo.

## Società

### Evoluzione demografica
- 610 nel 1751
- 930 nel 1805
- annessione a Treviglio nel 1809
- 1 117 nel 1816
- 1 549 nel 1853
- 1 583 nel 1859

Abitanti censiti